# Марквард фон Кьонигсег-Аулендорф
Марквард фон Кьонигсег-Аулендорф (на немски: Marquard Freiherr von Königsegg und Aulendorf; † 27 август 1626) от стария швабски благороднически род Кьонигсег е фрайхер на Кьонигсег и Аулендорф в Баден-Вюртемберг.
Той е вторият син на фрайхер Йохан Якоб фон Кьонигсег († 1567) и съпругата му графиня Елизабет фон Монфор-Ротенфелс-Петербург († сл. 1556), дъщеря на граф Хуго XVI (XIV) фон Монфор-Ротенфелс-Васербург († 1564).
Син му Ханс Вилхелм фон Кьонигсег-Аулендорф († 1663) e издигнат на имперски граф през 1629 г. от император Фердинанд II.

## Фамилия
Марквард фон Кьонигсег-Аулендорф се жени 1593 г. за фрайин Юстина фон Щауфен († 7 януари 1626), вдовица на фрайхер Конрад X фон Бемелберг-Хоенбург († 1591), дъщеря на фрайхер Антон фон Щауфен, или на фрайхер Ханс Лудвиг фон Щауфен († сл. 1541) и Анна фон Фалкенщайн († 1558). Те имат един син:
- Ханс Вилхелм фон Кьонигсег-Аулендорф († 30 април 1663), от 1629 г. имперски граф на Кьонигсег и Аулендорф, женен през ноември 1618 г. за трушсеса Валбурга Евсебия фон Валдбург (* 26 юни 1595; † 10 март 1671)